# Haltestelle Wien Atzgersdorf

Die Haltestelle Wien Atzgersdorf der Südbahn befindet sich in Atzgersdorf, einem Teil des 23. Wiener Gemeindebezirks, Liesing. Es halten S-Bahn-Züge der Linien S2, S3 und S4 im Verkehrsverbund Ost-Region. Die 1841 von der privaten Wien-Gloggnitzer Bahn eröffnete, später bis 1923 von der kaiserlich-königlich privilegierten Südbahn-Gesellschaft betriebene Haltestelle der heutigen Österreichischen Bundesbahnen wurde zuletzt 2010 umgebaut.

## Lage
Die Haltestelle liegt etwas erhöht parallel zur Gatterederstraße. Am nördlichen Ende kreuzt die Endresstraße, die mittels Unterführung unter der Bahn durchführt. Am südlichen Ende zweigt von der Gatterederstraße die Knotzenbachgasse ab.
An beiden Enden führen Abgänge mit Stiegen aus der Station heraus, beim südlichen Ende gibt es einen Lift, wodurch die Haltestelle barrierefrei gestaltet ist. Beim nördlichen Abgang kann zu den Buslinien 56A, 58A, 58B und 66A umgestiegen werden, beim südlichen Ausgang befindet sich eine Station der Linie 60A.

## Haltestelle
Betrieblich gesehen ist Atzgersdorf Teil des Bahnhofs Wien Liesing und somit keine Haltestelle im eigentlichen Sinne. Die drei Bahnsteige sind für Züge bis zu 140 Meter ausgelegt. Im Regelfall werden nur die Bahnsteige 1 und 2 verwendet. Die Bahnsteige sind durchgehend überdacht und mit Fahrscheinautomaten ausgestattet. Des Weiteren gibt es elektronische Abfahrtsanzeigen und elektronische Abfahrtstafeln.

## Linien im Verkehrsverbund Ost-Region
| Linie | Verlauf |
| ----- | --- |
| S2    | Mödling – Wien Atzgersdorf – Wien Meidling – Wien Matzleinsdorfer Platz – Wien Hauptbahnhof 1-2 – Wien Quartier Belvedere – Wien Rennweg – Wien Mitte – Wien Praterstern – Wien Traisengasse – Wien Handelskai – Wien Floridsdorf – Wolkersdorf – Mistelbach (– Laa an der Thaya)                                     |
| S3    | Wiener Neustadt Hbf – Baden – Wien Atzgersdorf – Wien Meidling – Wien Matzleinsdorfer Platz – Wien Hauptbahnhof 1-2 – Wien Quartier Belvedere – Wien Rennweg – Wien Mitte – Wien Praterstern – Wien Traisengasse – Wien Handelskai – Wien Floridsdorf – Stockerau – Hollabrunn                                        |
| S4    | Wiener Neustadt Hbf – Baden – Wien Atzgersdorf – Wien Meidling – Wien Matzleinsdorfer Platz – Wien Hauptbahnhof 1-2 – Wien Quartier Belvedere – Wien Rennweg – Wien Mitte – Wien Praterstern – Wien Traisengasse – Wien Handelskai – Wien Floridsdorf – Stockerau – Absdorf-Hippersdorf (– Tulln Stadt – Tullnerfeld) |
| 56A   | Hietzing – Maurer Hauptplatz – Atzgersdorf |
| 58A   | Hietzing – Atzgersdorfer Straße – Atzgersdorf |
| 58B   | Hietzing – Rosenhügelstraße – Atzgersdorf |
| 60A   | Bahnhof Wien Liesing – Maurer Hauptplatz – Atzgersdorf – Alterlaa |
| 66A   | Bahnhof Wien Liesing – Atzgersdorf – Alterlaa – Reumannplatz |